# Messier 95
Messier 95 (również M95, NGC 3351) – galaktyka spiralna z poprzeczką, dziesiątej wielkości położona w gwiazdozbiorze Lwa. Została odkryta 20 marca 1781 przez Pierre Méchaina. W katalogu Messiera od 24 marca 1781. Galaktyka ta wraz z M96 i M105 należy do grupy galaktyk Lew I.

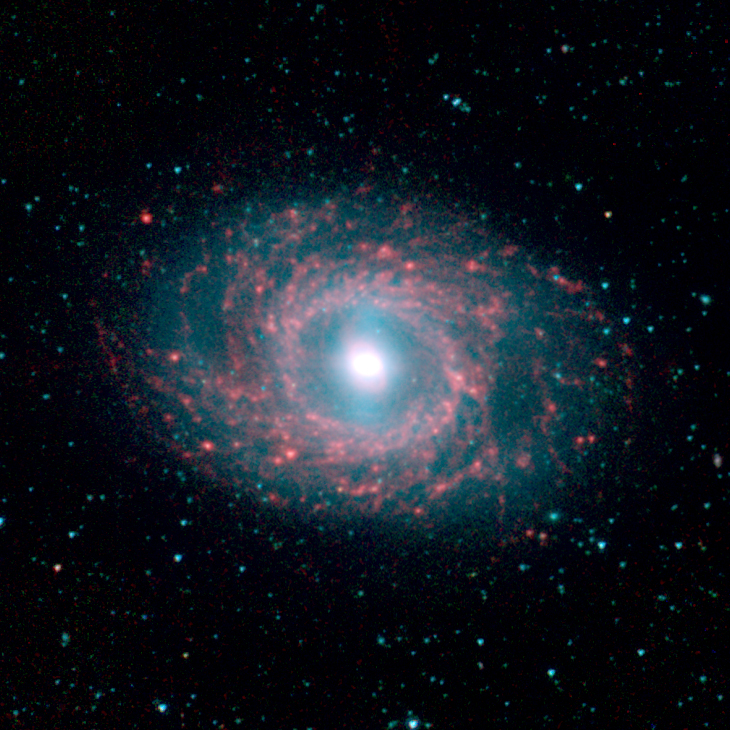
Messier 95 w podczerwieni (Spitzer)

M95 należy do typu SBb. Znajduje się w odległości ok. 38 milionów lat świetlnych od Ziemi. Jasność obserwowana wynosi 9,71m.
M95 była jedną z galaktyk wytypowanych do badań nad stałą Hubble’a prowadzonych przy użyciu Teleskopu Hubble’a.
W małym teleskopie prezentuje się jako mglista okrągła plamka. Większy instrument ukazuje centralną poprzeczkę.
W galaktyce Messier 95 zaobserwowano supernową SN 2012aw.